# Arte almohade
La laxitud moral y la degradación de costumbres de los almorávides dio lugar a un nuevo movimiento rigorista, los almohades, al-muwahhidun "los unitarios". Estaba encabezado por Ibn Túmart quien procedía de un medio tribal del Alto Atlas. Su continuador, Abd al-Mumin, se nombró califa, tomó Marrakech en 1147 y emprendió la conquista del resto de imperio incluyendo Túnez. Al-Ándalus fue incorporada definitivamente por su sucesor Abu Yaqub Yúsuf quien eligió, en 1172, Sevilla como capital del nuevo imperio.

## Características
El retorno a la austeridad más extrema se trocó, aún más rápidamente que en el caso de sus predecesores, en uno de los momentos artísticos de mayor brillantez, particularmente en el terreno de la arquitectura. De forma que, el arte almohade (1130-1269) va a continuar la estela almorávide consolidando y profundizando sus tipologías y motivos ornamentales. Va a construir con los mismos materiales: ladrillo, yeso, argamasa y madera. Y, va a mantener como soporte el pilar y los arcos empleados en el período anterior.

## Arquitectura almohade
La arquitectura almohade corresponde a un período comprendido entre los siglos XII y principios del XIII, cuando los almohades gobernaban el Magreb occidental (actual Marruecos y Argelia occidental) y al-Ándalus (gran parte de la actual España y el sur de Portugal). Fue una fase importante en la consolidación de una arquitectura morisca regional (o islámica occidental) compartida por estos territorios, continuando algunas de las tendencias del período almorávide precedente y de la arquitectura almorávide. Los almohades mostraron mayor moderación que los almorávides en el uso de la riqueza ornamental, priorizando la amplitud de las formas, los contornos y las proporciones generales. Los motivos anteriores se refinaron y adquirieron una mayor escala. Si bien la ornamentación superficial siguió siendo importante, los arquitectos buscaron un equilibrio entre las superficies decoradas y los espacios vacíos, permitiendo que la interacción de la luz y las sombras a través de las superficies talladas desempeñara un papel importante.
Las mezquitas almohades de Kutubía y de Tinmel se consideran a menudo los prototipos de la arquitectura medieval de mezquitas en la región. La llamada «planta en T», combinada con un uso jerárquico de la decoración que enfatiza las naves centrales y transversales de la qibla, más anchas, se convirtió en un rasgo característico de esta arquitectura.  Los minaretes monumentales de Kutubía, la Giralda de la Gran Mezquita de Sevilla (ahora parte de la catedral de la ciudad) y la Torre Hasán de Rabat, así como las ornamentadas puertas de Bab Agnaou en Marrakech, y Bab Oudaya y Bab er-Rouah en Rabat, fueron modelos que establecieron los esquemas decorativos generales que se volvieron recurrentes en estos elementos arquitectónicos a partir de entonces. El minarete de la Mezquita de la Qasba de Marrakech, con sus fachadas cubiertas de motivos de sebka y azulejos vidriados, fue particularmente influyente y marcó un estilo que se repitió, con pequeñas modificaciones, en el período posterior bajo los meriníes y otras dinastías.
Los califas almohades construyeron sus propios complejos palaciegos en varias ciudades. Fundaron la Qasba de Marrakech a finales del siglo XII como su residencia principal, imitando ejemplos anteriores de ciudades-palacio independientes como Madinat al-Zahra en el siglo X. Los almohades también hicieron de Túnez la capital regional de sus territorios en Ifriqiya (la actual Túnez), estableciendo su propia kasbah (ciudadela). Los califas también construyeron múltiples fincas y jardines en las afueras de algunas de estas ciudades, continuando una tradición que existía bajo los almorávides. Estas fincas se centraban típicamente alrededor de un gran estanque de agua artificial que albergaba huertos de árboles frutales y otras plantas, mientras que pequeños palacios o pabellones de recreo se construían a lo largo de la orilla del agua. En Marrakech, los actuales jardines de Agdal y Menara se desarrollaron a partir de estas creaciones almohades. En Sevilla, los restos del jardín almohade de al-Buḥayra, fundado en 1171, fueron excavados en la década de 1970. Los jardines hundidos también formaban parte de los patios de los palacios almohades. En algunos casos, los jardines se dividían simétricamente en cuatro partes, de forma similar al jardín de un riad. Se han encontrado ejemplos de estos en algunos patios del Alcázar de Sevilla, donde antiguamente se alzaban los antiguos palacios almohades.: 70–71 
- Bab Agnaou (1188-1190), la principal puerta pública de la  Qasba de Marrakech
- Los muros exteriores de la Qasba de Marrakech
- La monumental puerta de la qasbah de los Udayas (1150-1199) en Rabat, Marruecos (finales del siglo XII). Desde 2012, es Patrimonio de la Humanidad[6]
- La Torre del Oro, torre fortaleza militar que custodiaba el tráfico fluvial de la Sevilla almohade.
- Torre Hasan, alminar de la mezquita mandada construir por sultán almohade Yaqub al-Mansur (siglo XII) en Rabat

## Artes decorativas

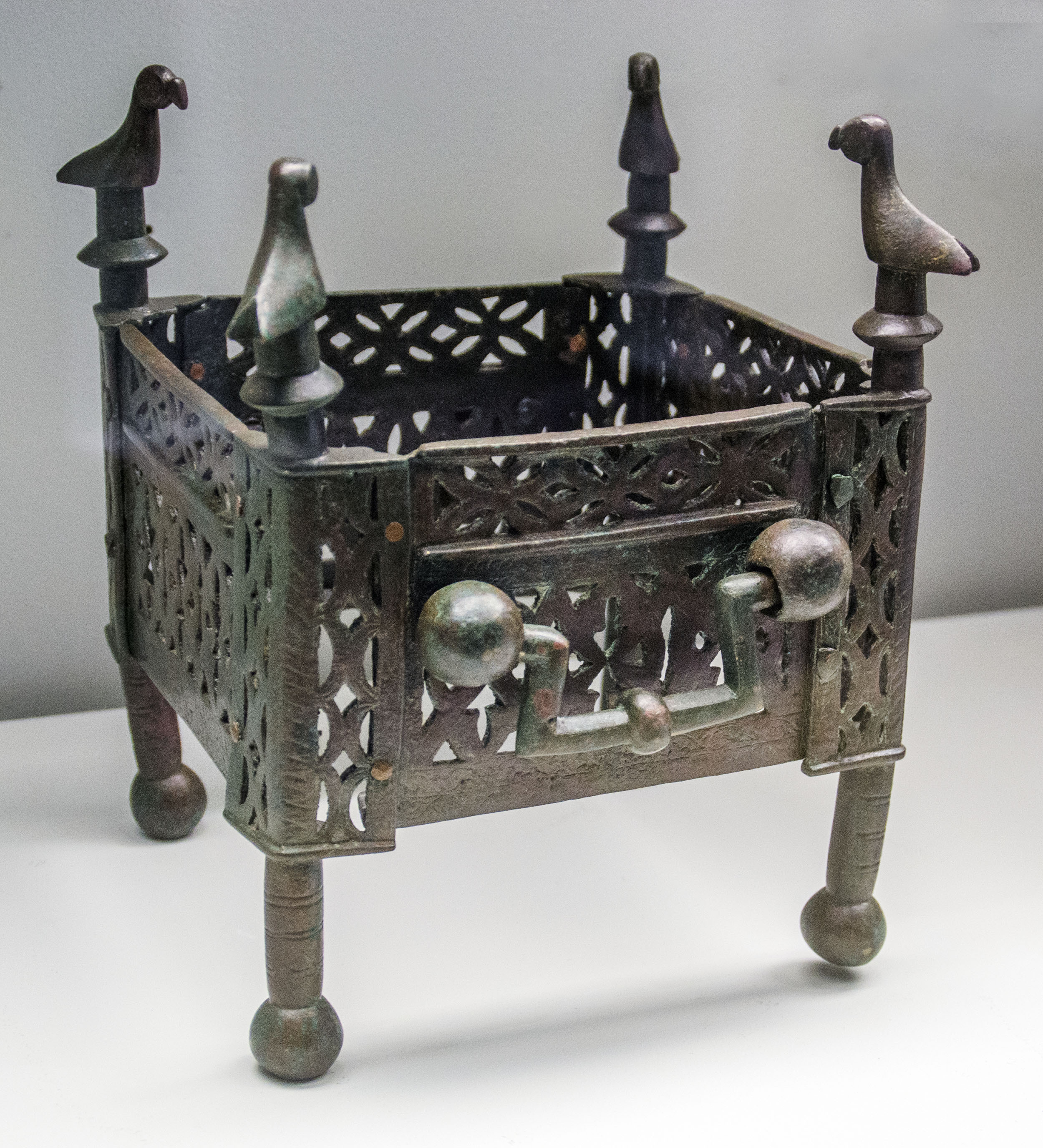
Brasero de bronce-latón de época almohade (siglo XII) hallado en Córdoba y depositado en su Museo Arqueológico.

En el terreno decorativo aplicaron un repertorio caracterizado por la sobriedad, el orden y el racionalismo. Ello se tradujo en la aparición de motivos amplios que dejan espacios libres en los que triunfan el entrelazo geométrico, las formas vegetales lisas y el rasgo ornamental más novedoso, la sebqa. Esta composición que decora la Giralda, consiste en una doble trama romboidal en dos planos compuesta por arcos decorativos superpuestos a partir de la clave de los inferiores. Otra decoración arquitectónica que aparece en este mismo alminar y en la Kutubiyya es la cerámica, en la que se aplica la técnica del alicatado; es decir, piezas recortadas que, combinadas entre sí, componen un motivo decorativo. 
En otras ocasiones, estas manifestaciones aúnan el carácter ornamental como el funcional. Es el caso de la madera con la que se realizaron techumbres de par y nudillo con tirantes cuyo ejemplar más antiguo cubre la nave axial de la Kutubiyya de Marrakech. Estas armaduras estaban llamadas a adquirir un gran protagonismo en el arte mudéjar.
Las producciones artísticas de este período están peor representadas a causa de su confusión con las de otros períodos artísticos.  Así sucede con los tejidos que se distinguen con dificultad de los mudéjares.  Acusan una práctica ausencia de motivos figurados así como un aumento de decoración geométrica y epigráfica a base de la repetición insistente de palabras árabes como "bendición" y "felicidad".  En la metalistería destacan aguamaniles que representan figuras animales decoradas con incisiones vegetales cinceladas como el león de Monzón de Campos que hasta fecha reciente era considerado una pieza califal.